# 博文中学
博文中学（英語：Balwyn High School）是一所公立男女混校中学，坐落在位于澳大利亚维多利亚州墨尔本市郊的博文北区。学校创办于1954年，开设7-12年级的课程。截至2013年2月，学校拥有1948名学生，使其成为维多利亚州的第四大公立高中。学校的科教氛围十分浓厚，许多毕业生进入高等学术、政府和私营部门就职。
学校共有四个学院——丘吉尔（Churchill）、斯特拉斯莫尔（Strathmore）、温莎（Windsor）和爱丁堡（Edinburgh）。举办各类学校大型活动时一般会按照以上四个学院将学生进行分组。

## 历史
1954年，因学生人数在战后的快速增长，一所全新的中学建立在墨尔本市郊的博文北区，命名为博文中学。在学生父母们的帮助下,学校礼堂顺利落成。礼堂用前任校长阿奇博尔德 M.罗杰斯（Archibald M. Rogers）的名字来命名。1994年，学校与同样位于博文北区的格瑞索恩高中（Greythorn High School）合并，随后校舍得到翻新。1996年，学校开始实行国际学生计划，积极接收国际学生。2009年，维多利亚州2009-2010年度预算允许该学校开展第三期校园建设计划，包括新建艺术楼以及翻新两栋教学楼。 维多利亚州政府以实现"学校现代化"为目的，共计为增添博文中学的校内设施拨款112万澳元。2019年5月28日，博文中学的学校网站遭到黑客攻击，一条具有高度侮辱性和种族歧视色彩的信息被从一个老师的账户发出。
2020年，全新的高中校区包括“黛博拉大学习堂”在内的3座建筑全面建成，并向10-12年级学生开放。

## 学业成就
2006年该校ENTER ( 作为ATAR前身并与其相当)中位数是85.70, 40.06%的学生达到或超过了90，5.07%的学生达到或超过了99。2004年，55名学生获得超过97的ENTER成绩，所有学生ENTER的中位数是86.95。2016年，博文中学在维多利亚州的学分中位数排名中荣登第6位。

## 课外活动
博文中学开设各式各样的课外活动和社团组织，几乎都由学生自主运营。包括学生代表议会（SRC）、社会正义活动小组（Social Justice）、啦啦队（Cheerleading Squad）、辩论社（Debating）、象棋社（Chinese Chess）、国际象棋社（Chess）、动画社（Anime）等。学校的啦啦队——空中掠夺者（Skyraiders），于2007年参加澳大利亚国家啦啦队锦标赛时，在Pom和Stunt项目上赢得两块金牌，并取得了综合第二名的成绩。。此外，国际象棋社的学生还常常代表学校打进维多利亚州国际象棋比赛。博文中学的乐队包括初级、中级、中高级和高级的弦乐队、合唱队、完整的交响乐团，小型室内交响乐团和许多其它的个人小组。博文中学拥有完善的体育设施，同时拥有多种多样体育校队。部分校队的水平十分出色，与维多利亚州其他的一些强校旗鼓相当。

## 国际学生计划
博文中学实施国际学生计划“（International Students Program）。 2007年，共有107个国际学生在博文中学就读，每年学费每人11,800澳元。与之相对的当地学生每年仅需自愿缴纳900澳元左右。 博文中学于2007年通过国际学生共计收入超过120万澳元。 虽然维多利亚教育部长泊尔文·派克（Bronwyn Pike）否认其是一个“学校赚钱计划”，但澳大利亚教育联盟（Australian Education Union）主席玛丽·布鲁特（Mary Bluett）却说“这个制度已经成为学校财政的一针强心剂”。

## 学生服务
博文中学提供充足的学生服务，为鼓励学生的发展技能，增强学生的适应力，使他们能够应对可能面临的任何挑战，并最终成为有能力的成年人。学校认为，与学生幸福度有关的最重要的方面之一是学校的内部关系，包括家庭和学校之间的重要伙伴关系。
博文中学的学生服务，由学生服务部主任所领导的学生服务协作团队，包括心理学家、辅导员、牧师和校内管理人员组成。通过一对一的学生指导贯穿整个学校的学习与生活。学校认为，学校社区内的所有成员都对学生是否能够成功起到决定性因素。因此所有人共同奋斗，努力确保每个学生都感到被重视和被关照，在出现问题时及早介入并一对一的沟通，对每个学生的需求至关重要。
博文中学十分重视学生的心理健康，并提供充足的学生心理辅导服务。学校最近还引入了针对网络霸凌的“学校安全措施”，尽一切努力确保每位学生的健康成长。